# Fiorano Modenese
Fiorano Modenese – miejscowość i gmina we Włoszech, w regionie Emilia-Romania, w prowincji Modena.
Według danych na rok 2004 gminę zamieszkuje 16 091 osób, 618,9 os./km².
W latach 1982–2004 w mieście działał żeński klub siatkarski Volley 2000 Spezzano.